# Pèting
El pèting, en anglès petting, és qualsevol pràctica sexual en la qual no hi intervé la penetració, que pot incloure des de petons, carícies i abraçades fins a la masturbació o el sexe oral.
És també una alternativa recurrent com mètode anticonceptiu. Es tracta d'una expressió anglesa i nord-americà procedent del verb to pet, que al·ludeix al fet d'acariciar, acaronar, besar, etc. Encara que pot usar-se en un sentit ampli, que abasta des de les moixonies que es fan als animals de companyia (pet també significa 'mascota') fins a les manyagues que prodiguen les mamàs als seus bebès.
Quan es parla de relacions sexuals, el pétting es converteix en un intercanvi de mostres d'afecte, en una espècie de joc amorós i agradable, en el qual tot està permès, com el sexe oral, excepte el coit. En la manera de vida swinger quan no s'arriba a la penetració en un intercanvi de parelles, arribant fins i tot a les carícies es denomina relació soft o relació tova. Hi ha parelles que només es presenten a acariciar-se entre si enfront d'un altre o a altra parella.